# Outlook Express
Outlook Express è un client di posta elettronica sviluppato da Microsoft, preinstallato su sistemi operativi Windows a partire da Windows 98 fino all'uscita di Windows XP, ma poteva essere installato anche su Windows 95 e Windows 3.1, come opzione facoltativa della procedura di installazione delle versioni 4 e 5 di Internet Explorer, ed esistono versioni anche per Mac OS e UNIX.
Con l'arrivo di Windows Vista il programma è stato sostituito da Windows Mail.
Outlook Express è uscito insieme alla versione 4 di Internet Explorer come versione potenziata del precedente programma Microsoft Internet Mail e News (del quale conserva ancora il nome dell'eseguibile, msimn.exe).

## Differenze tra Outlook Express e Microsoft Outlook
Outlook Express non è una versione ridotta di Microsoft Outlook, l'altro client di posta elettronica di Microsoft: la base di codice dei due programmi è totalmente differente, così come la struttura del programma, nonostante nel tempo i due software si siano influenzati reciprocamente.
La differenza fondamentale tra Outlook Express ed Outlook risiede nel fatto che quest'ultimo contiene anche funzioni di agenda e calendario, ed è pensato soprattutto per essere utilizzato in ambito aziendale come client di Microsoft Exchange. Outlook Express invece si concentra esclusivamente sulla gestione di posta elettronica e newsgroup, offrendo un'interfaccia semplice e intuitiva anche per gli utenti meno esperti.
Da quando Microsoft ha deciso di integrarlo "di serie" nel suo sistema operativo, Outlook Express ha conosciuto diversi aggiornamenti e revisioni del proprio codice, sia per adeguarsi alla nuova interfaccia e funzionalità sviluppate via via nelle varie versioni di Outlook, sia per correggere i numerosi bug di sicurezza rilevati.
Outlook invece non è compreso in Windows e per averlo bisogna acquistare il pacchetto Office. Inoltre Microsoft Exchange è compreso solo in un pacchetto aggiuntivo.

## Caratteristiche
La funzione "gestione identità" consente di raggruppare sotto un unico "contenitore" anche proteggibile da password, una serie di account sia di posta che di newsgroup, dando la possibilità di separare gli account di una persona da quelli di un'altra pur usando un unico utente in windows, oppure separare per comodità d'uso gli account lavorativi da quelli personali sempre nell'ambito di un unico utente windows. È quindi possibile avere X utenti (sistema operativo) per Y identità (Outlook Express) contenenti ognuna N account. Nei successori di Outlook Express questa caratteristica non viene più supportata, demandando il tutto alla sola separazione degli utenti del sistema operativo.

## Limiti di Outlook Express
Outlook Express organizza la posta in cartelle e ognuna di esse viene salvata in un file dbx. Questi file possono raggiungere la dimensione massima di 2 GB, limite ormai superato da Windows Mail. Rimane possibile grazie a diversi tool non ufficiali estendere questo limite.

## Screenshot

Outlook Express 4
Outlook Express 5